# Japanische Schwarzkiefer
Die Japanische Schwarzkiefer (Pinus thunbergii) ist eine Pflanzenart aus der Gattung der Kiefern (Pinus) innerhalb der Familie der Kieferngewächse (Pinaceae). Das natürliche Verbreitungsgebiet liegt in Japan und in Südkorea. Sie wird in der Roten Liste der IUCN als „nicht gefährdet“ eingestuft.

## Beschreibung

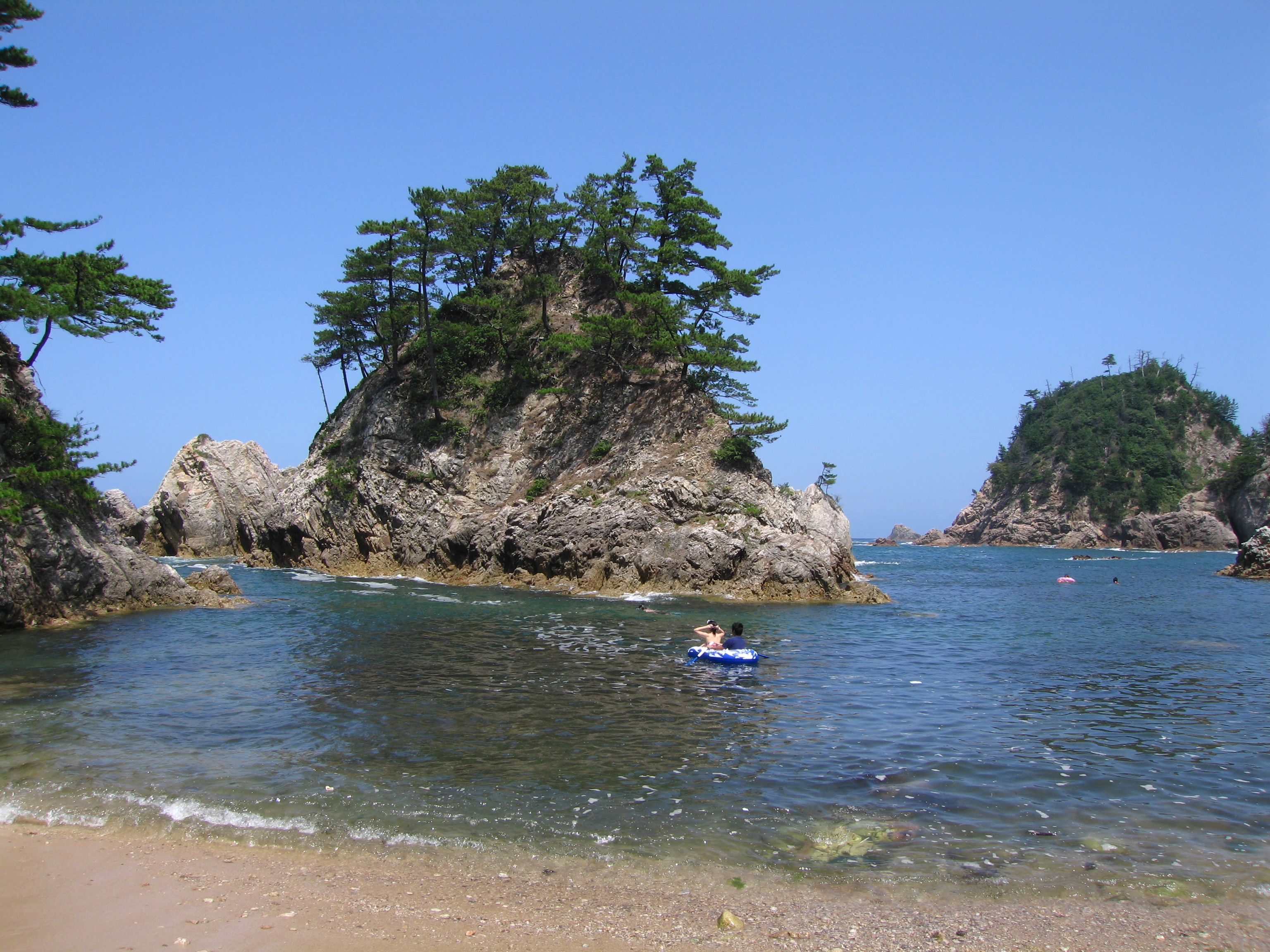
Japanische Schwarzkiefern in der Präfektur Tottori

### Erscheinungsbild
Die Japanische Schwarzkiefer wächst als immergrüner Baum und erreicht Wuchshöhen von bis zu 40 Metern sowie einen Brusthöhendurchmesser von bis zu 2 Metern. Sie ist im Kronenbereich häufig gegabelt. Die Stammborke ist dick und zerbricht in längliche, graue, leicht rot überlaufene, schuppige Platten, die durch tiefe, beinahe schwarze Risse getrennt sind. Die Äste wachsen ausgebreitet oder aufsteigend und sind manchmal sehr dick. Die Äste bilden eine breit konische oder kuppelförmige Baumkrone. Die belaubten Zweige sind kräftig, durch Pulvini abgefallener Nadelbündel rau und kahl. Die Rinde junger Zweige ist gelblich-grün, später hell-braun bis gelblich-braun und dann grau.

### Knospen und Nadeln
Die Winterknospen sind bei einer Länge von 12 bis 20 Millimetern eiförmig-länglich bis ellipsoid-zylindrisch mit zugespitztem oberen Ende und können harzig sein. Die um die Knospen wachsenden Niederblätter sind hell-braun, dünn und haben papierartige, grau-weiße bis silber-weiße Ränder. Die Nadeln wachsen zu zweit in einer bleibenden, 10 bis 12 Millimeter langen, basalen Nadelscheide. Die Nadeln sind gerade, steif, ab 6, meist 7 bis 12 Zentimeter lang, 1 bis 2 Millimeter breit, meist verdreht und dunkel-grün. Ihre Ränder sind fein gesägt, das Ende ist spitz oder stechend. Auf beiden Seiten sind feine Spaltöffnungslinien vorhanden. Je Nadel werden ab zwei, meist vier bis zehn, und manchmal elf Harzkanäle gebildet. Die Nadelbündel bleiben zwei bis drei Jahre am Baum.

### Zapfen und Samen

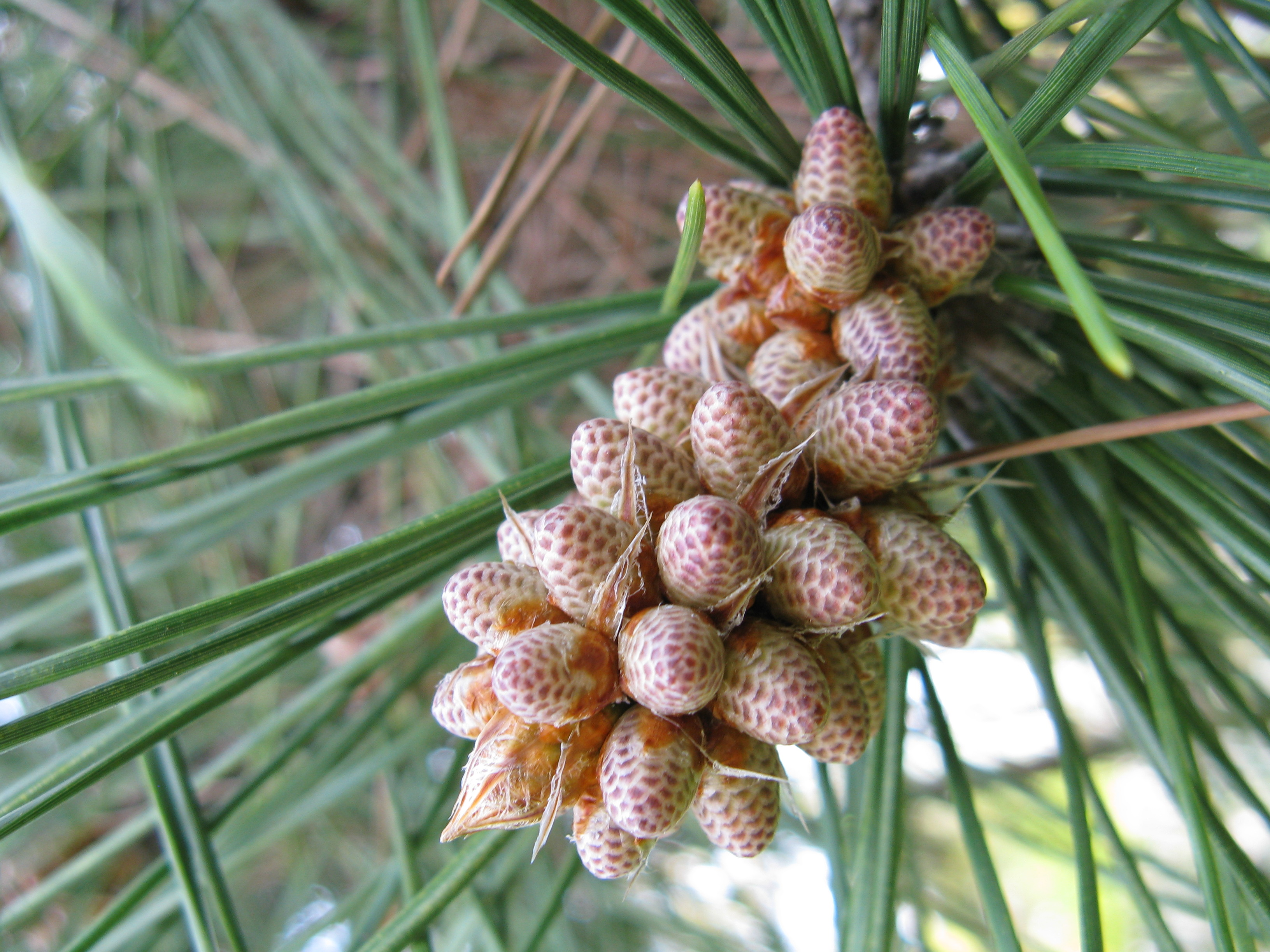
Zweig mit Pollenzapfen

Die männlichen Pollenzapfen sind gelb und bei einer Länge von 1 bis 1,5 Zentimetern sowie einem Durchmesser von etwa 0,5 Millimetern eiförmig-konisch bis kurz-zylindrisch. Die weiblichen Samenzapfen stehen einzeln oder zu zweit bis dritt in Wirteln von auf kurzen Stielen und fallen bald nach Abgabe der Samen mit dem Zapfenstiel ab. Die Zapfen sind geschlossen bei einer Länge von 4 bis 6, manchmal bis zu 7 Zentimetern eiförmig-konisch, und geöffnet bei einem Durchmesser von 3 bis 4,5 Zentimetern breit-eiförmig. Je Zapfen sind ab 40 meist 50 bis 60 und manchmal bis zu 80 Samenschuppen vorhanden. Die Samenschuppen sind holzig, steif und länglich, anfangs grau-braun und bei Reife gelblich-braun. Die Apophyse ist beinahe flach bis leicht erhöht, quer gekielt, rhombisch oder hat einen gerundeten oberen Rand, hell-braun und mehr oder weniger glänzend. Der Umbo liegt dorsal und ist klein und unbewehrt. Die grau-braunen Samen sind bei einer Länge von 5 bis 7 Millimetern verkehrt-eiförmig und leicht abgeflacht. Der Flügel ist bei einer Länge von 10 bis 15 Millimetern länglich, blass-braun und dunkel gestreift.
Die Chromosomenzahl beträgt 2n = 24.

## Ökologie und Phänologie
Die Bestäubung erfolgt im April und Mai. Die Samenzapfen reifen im Oktober des zweiten Jahrs.

## Vorkommen
Das natürliche Verbreitungsgebiet liegt in Japan auf Honshu, Shikoku und Kyushu und in Küstengebieten in Südkorea. Dort wächst sie in niedrigen und mittleren Höhenlagen bis in 1000 Metern im küstennahen Hügelland und in den Bergen im feuchten, warmgemäßigten Klima ohne oder nur mit geringem Frost. Das Verbreitungsgebiet wird der Winterhärtezone 6 zugerechnet mit mittleren jährlichen Minimaltemperaturen von −23,3 bis −17,8 °Celsius (−10 bis 0 °Fahrenheit). Diese Gebiete wären von Laubwäldern dominiert mit nur wenigen Nadelbäumen, die auf nährstoffarmen, feuchten Böden oder auf trockenen Berghängen beschränkt blieben. Durch die starke Kultivierung wurde diese natürliche Bewaldung zerstört, doch konnte sich die Japanische Schwarzkiefer als Pioniergehölz besser halten als andere Arten. Sie wurde auch häufig zum Aufforsten verwendet, wobei sie sich auch in naturbelassene Gebiete ausbreiten konnte. Sie verträgt gut Salzwassergischt, sodass sie auch nahe den Küsten, sowohl natürlich als auch kultiviert, häufig ist.

## Gefährdung und Schutz
In der Roten Liste der IUCN wurde die Japanische Schwarzkiefer 2014 als nicht gefährdet („Lower Risk/least concern“) geführt. Die Art ist in Japan und in den Küstengebieten Südkoreas weit verbreitet und häufig. Die größte Gefährdung geht von nicht nachhaltigem Abholzen der Bestände aus, was früher häufiger der Fall war. Auch wurde durch die Stadtentwicklung nahe den Küsten die Vorkommen reduziert. Insgesamt hat das jedoch zu keinem deutlichen Rückgang des Gesamtbestands geführt. Viele Vorkommen liegen außerdem in geschützten Gebieten, und die Art wird häufig zum Aufforsten verwendet.

## Systematik und Forschungsgeschichte
Die Erstbeschreibung erfolgte 1868 durch Filippo Parlatore in  [Augustin-Pyrame de Candolle]: Prodromus Systematis Naturalis Regni Vegetabilis ... Band 16 (2.2), S. 388 als Pinus thunbergii Parl. Synonyme der Art sind Pinus thunbergiana Franco, Pinus massoniana Siebold & Zucc. und Pinus sylvestris Thunb.
Das Artepitheton thunbergii ehrt den schwedischen Arzt, Botaniker und Forschungsreisenden Carl Peter Thunberg (1743 bis 1825), einem Schüler von Carl von Linné, der die Zeit von 1775 bis 1778 in Batavia und Japan verbrachte. Es schrieb die erste botanische Flora von Japan, in der er diese Art jedoch fälschlich als Waldkiefer (Pinus sylvestris) identifizierte.
Die Japanische Schwarzkiefer (Pinus thunbergii) ist eine Art aus der Untersektion Pinus der Sektion Pinus in der Untergattung Pinus innerhalb der Gattung Pinus.
Die Japanische Schwarzkiefer bildet mit der Japanischen Rotkiefer (Pinus densiflora) natürliche Hybriden, die als Pinus ×densithunbergii Uyeki bekannt sind. Hybriden bildet sie auch mit der Schwarzkiefer (Pinus nigra), jedoch nicht mit der Waldkiefer (Pinus sylvestris). Die Hybriden mit Schwarzkiefer und Japanischer Rotkiefer wachsen zumindest in den ersten Jahren deutlich schneller als die Elternarten.

## Verwendung

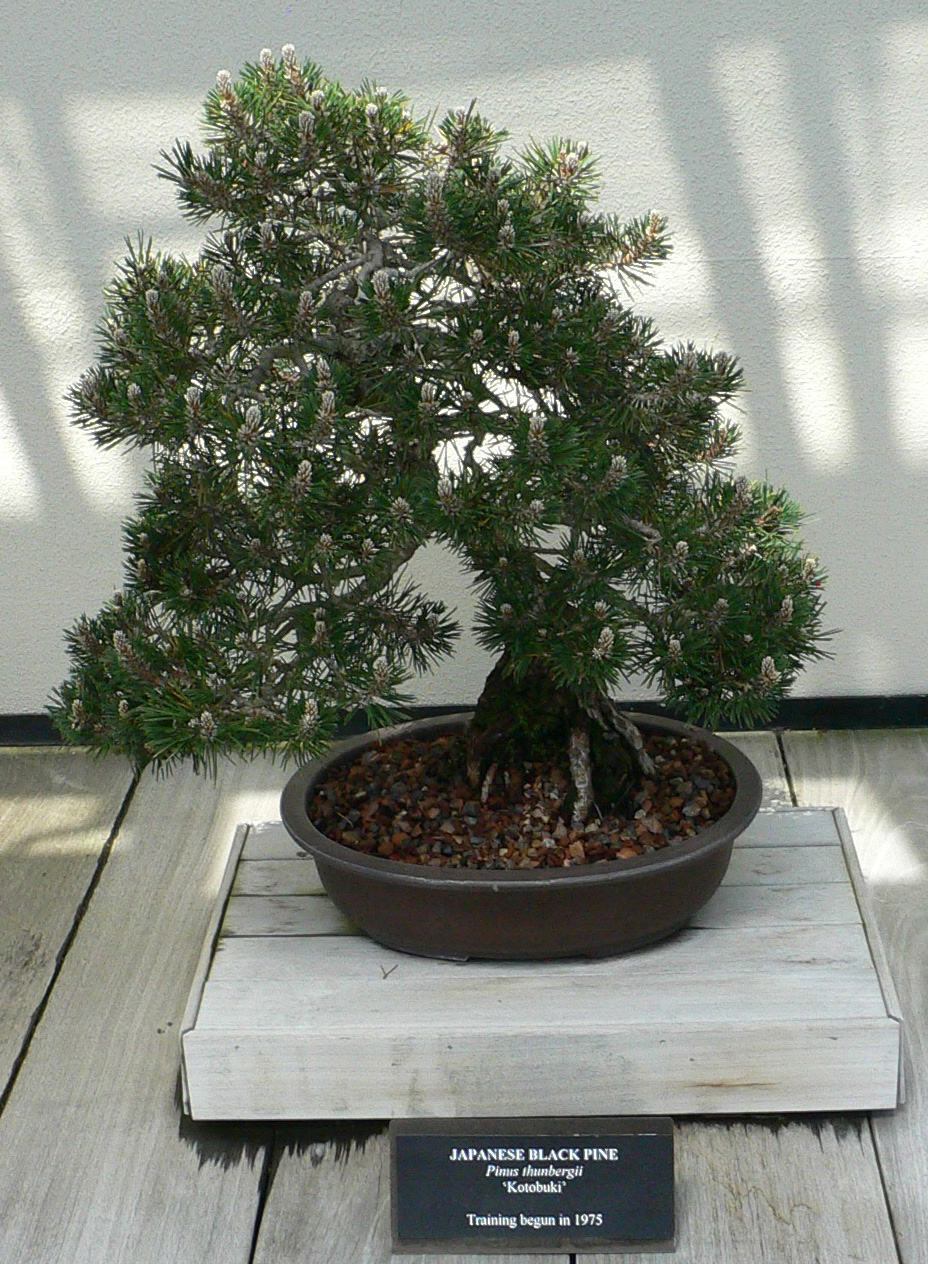
Bonsai der Japanischen Schwarzkiefer

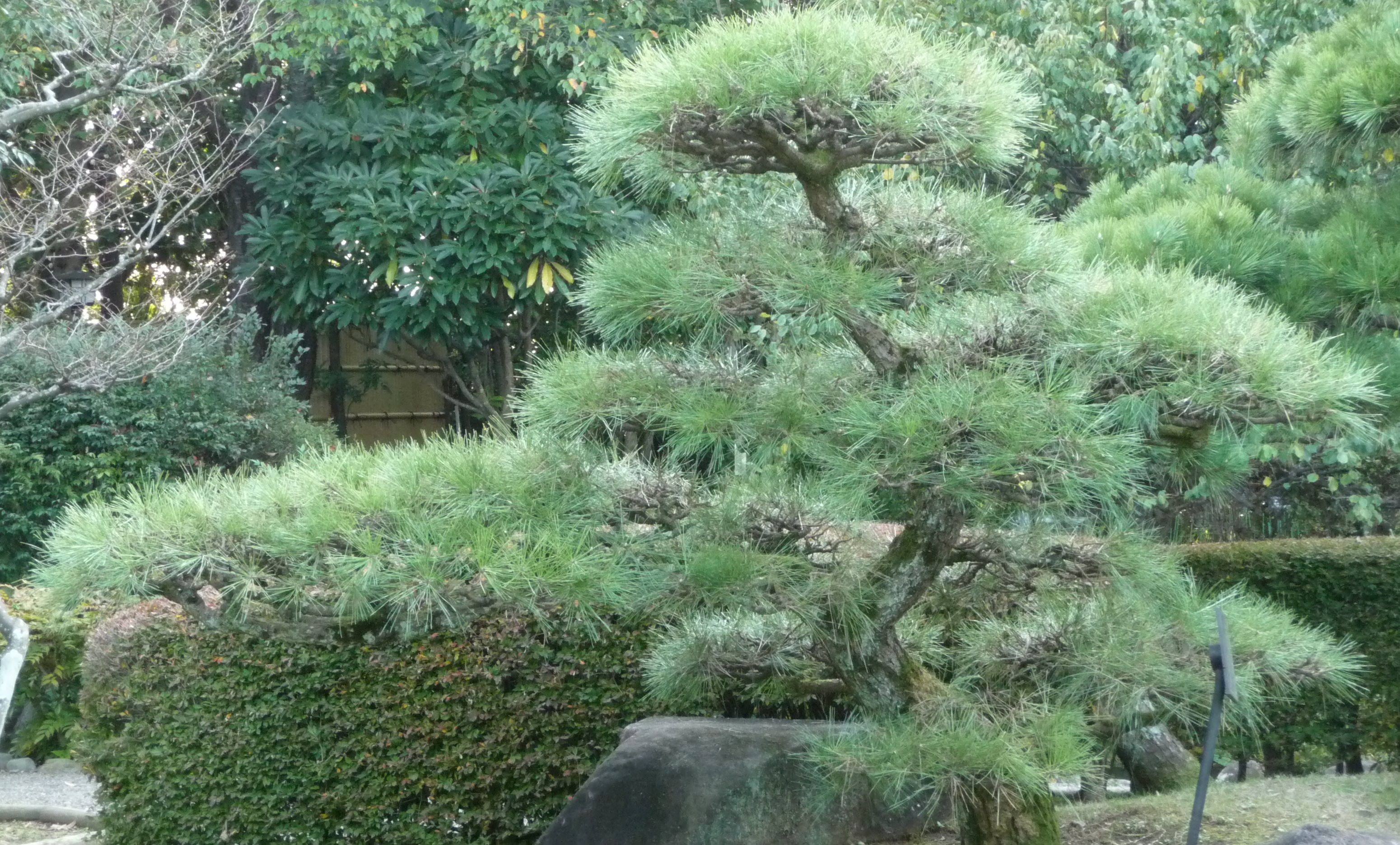
Japanische Schwarzkiefer in einem Park in Ichikawa, Japan

Das Holz ähnelt dem der Schwarzkiefer (Pinus nigra) und wird als Bauholz, zur Herstellung von Pfosten, Bahnschwellen, Zäunen, Transportpaletten und Kisten, Böden und Zellstoff verwendet. Die Bäume werden als Windschutz gepflanzt und zur Befestigung von Sanddünen und Küstengebieten eingesetzt. Die Japanische Schwarzkiefer ist, nach der Sicheltanne (Cryptomeria japonica), der am häufigsten kultivierte Nadelbaum Japans. In Japan und Korea ist sie ein weitverbreiteter Zierbaum, der auch in traditionellen japanischen Gärten verwendet und als Bonsai gepflegt wird. In den Vereinigten Staaten wurden vor allem in den Neuenglandstaaten Küstengebiete weiträumig mit der Japanischen Schwarzkiefer aufgeforstet. Die Empfindlichkeit gegenüber Schädlingen und Krankheiten hat dem jedoch ein Ende gesetzt, sodass man sie dort heute nur mehr vereinzelt in Parks und Arboreten findet. In Korea werden die Nadeln in geringem Umfang zur Herstellung von Gebäck und von medizinisch wirkenden Softdrinks verwendet. In Mitteleuropa ist sie winterhart, wird aber aufgrund des langsamen Wachstums und wegen ihrer Empfindlichkeit auf Nassschnee nicht als Park- oder Waldbaum verwendet.